# Reggenza di Tegal
La reggenza di Tegal (in indonesiano: Kabupaten Tegal) è una reggenza dell'Indonesia, situata nella provincia di Giava Centrale.